# Una de zombis
Una de zombis és una pel·lícula espanyola del 2004 escrita i dirigida per Miguel Ángel Lamata, i protagonitzada per Miguel Aparicio i Miguel Ángel Aijón. Ambientat en diversos gèneres, entre els quals destaquen acció, crim, terror, thriller o comèdia, es va estrenar el 2 de gener de 2004.

## Argument
Tot i que no tenen ni diners, ni formació, ni contactes (i sembla que talent tampoc), els joves Caspas i Aijón volen fer una pel·lícula, malgrat que tampoc tenen argument. Un dia coneixen Carla, una dona atractiva que afirma ser una productora que té contactes a Hollywood. Alhora, un individu que es fa dir el Duende els ofereix la seva pròpia història a canvi que l’ajudin a venjar-se d’una màfia de zombis i gàngsters anomenats "Los Anticristos", que es caracteritzen per explicar acudits molt dolents.

## Personatges
- Miguel Ángel Aijón - Aijón
- Miguel Ángel Aparicio - Caspa
- Mayte Navales - Carla
- Nacho Rubio - El Duende
- Salomé Jiménez - La Puños
- Santiago Segura - Pare Pelayo/Entrecot/Ell mateix
- Raúl Sanz - Johnny Maldad
- Natalia Moreno - Luchi
- Marianico el Corto - Pare d'Aijón

## Producció
El projecte va sorgir de la promesa que a una edició del Festival de Sitges li va fer Santiago Segura a Ángel Lamata que algun dia li produiria una pel·lícula. Fou rodada a Saragossa.

## Crítiques
| «                              | "Cochambrosa, a mucha honra". (...) La pel·lícula manca de guió i de pressupost; és un nyap sense enginy ni desimboltura | » |
| — Francisco Marinero, El Mundo | |   |

## Banda sonora
1. "La rumba de los elefantes de Aníbal" – Capow
2. "Scratching My Balls" – Malabar & Carlos Jean
3. "What Do You Say?" – Malabar & Carlos Jean
4. "Vilaine" – Malabar
5. "Vámonos" – Enrique Bunbury
6. "Que tengas suertecita" – Enrique Bunbury
7. "Rockets" – Femme Fatale
8. "Zombi" – Macaco
9. "Mechanical" – Cycle
10. "Una de amor" – Sick Brains[5]
11. "Azote satánico" – Sick Brains
12. "Muertos vivientes" – Violadores del Verso
13. "Rock & Roll Machine" – Rockzilla
14. "Fallen Angel" – Locomotive

## Nominacions i premis
La pel·lícula va ser nomenada millor pel·lícula al XXXVI Festival Internacional de Cinema Fantàstic de Catalunya l'any 2003, i guanyadora del premi del públic a la Week of Fear de Nuremberg (Alemanya) de 2004.